# Кооскора Ельві Петрівна
Ельві Петрівна Кооскора (?, село Адісте, тепер повіту Пилвамаа, Естонія — ?) — радянська естонська діячка, агроном Риугеської машинно-тракторної станції Вируського району Естонської РСР. Депутат Верховної ради СРСР 4-го скликання.

## Життєпис
Народилася в родині безземельного теслі. Батько загинув на будівельних роботах, коли Ельві виповнилося два роки. Закінчила шість класів школи. Після закінчення школи наймитувала.
У 1940-х роках закінчила Вяймеласький технікум сільського господарства. Навчалася на заочному відділенні, а з 1951 року — на стаціонарі Ленінградського сільськогосподарського інституту.
Потім працювала агрономом управління сільського господарства виконавчого комітету Вируської районної ради депутатів трудящих.
З 1953 року — агроном Риугеської машинно-тракторної станції (МТС) по колгоспу «Октообер» Вируського району Естонської РСР.
Подальша доля невідома.